# Тинура
Тинура (итал. Tinnura) је насеље у Италији у округу Ористано, региону Сардинија.
Према процени из 2011. у насељу је живело 268 становника. Насеље се налази на надморској висини од 330 м.

## Становништво
Према резултатима пописа становништва 2011. у општини је живело 268 становника.
| 1931. | 1936. | 1951. | 1961. | 1971. | 1981. | 1991. | 2001. | 2011. |
| ----- | ----- | ----- | ----- | ----- | ----- | ----- | ----- | ----- |
| 329   | 322   | 354   | 373   | 314   | 273   | 253   | 272   | 268   |